# Quelfes
Quelfes es una freguesia portuguesa del concelho de Olhão, con 21,53 km² de superficie y 13.289 habitantes (2001). Su densidad de población es de 617,2 hab/km².